# サイハイラン
サイハイラン（采配蘭、学名：Cremastra appendiculata var. variabilis）は、ラン科サイハイラン属の多年草。

## 特徴
偽球茎は卵形。偽球茎の頂部につく越冬性の葉は狭長楕円形で革質、長さ15-35cm、幅3-5cmで先端は尖る。ふつう1葉がつく。葉の基部は鞘状になって茎を抱く。
花茎は直立し、高さは30-50cmになる。花期は5-6月で、淡紫褐色の花を総状花序に10-20花を下向きにつける。萼片と側花弁は線状披針形で長さ3-3.5cm、幅4-5mm、唇弁は長さ3cmで紅紫色になる。

## 分布と生育環境
日本では南千島、北海道、本州、四国、九州に分布し、山地の林床に自生する。アジアでは樺太南部、朝鮮南部、中国（本土および台湾）、ヒマラヤに分布する。
和名の由来は、花序の様子を戦場で指揮官が兵を指揮する采配に見立てたもの。

## 栽培
長期栽培や移植が難しい植物として知られる。採集・移植直後は偽鱗茎に蓄積された養分で順調に発育し、開花もする。しかし新しい偽鱗茎が肥大不良となり、多くの場合は数年で養分の蓄積が枯渇し衰弱枯死する。これは、サイハイランが生育に必要な養分を光合成以外に菌類からも得て生育する部分的菌従属栄養植物（Partial mycoheterotrophic plant)であるためと考えられる（参考：腐生植物＞部分的菌従属栄養植物の項目を参照）。
近年、サイハイランの種子は担子菌門のナヨタケ科の菌種である、コキララタケCoprinellus domesticusにより発芽が促されることが、人工培養条件下で確認された。ナヨタケ科の菌種は、生育に必要な養分のすべてを菌根菌に依存するタシロランやイモネヤガラなどから菌根菌として検出されている。これらのラン科植物と菌根共生するナヨタケ科の菌種は、光合成することなく生育する菌従属栄養植物の生育を支えるだけの充分な養分供給能力を有している。さらに、タシロラン・サイハイランそれぞれから検出された菌根菌は分子系統解析の結果からも極めて近縁であることが明らかにされている。このような生態的特性から、サイハイランは緑色葉を有しつつ、菌従属栄養性を発達させる途上にある植物であると考えられる。
本種には「素心」（そしん：アントシアニン合成能力を欠く緑花個体＝アオサイハイラン）や斑入り、「銀葉」と呼ばれる葉色変異など、数多くの変異個体が発見されており、栽培も試みられている。しかし、それらが栽培下で増殖に成功した事例は報告されていない。無菌播種はエビネ類に準じた培地・技法で可能だが、培養容器から出して開花株まで育成した報告は、研究・営利・趣味、いずれの分野においても確認できない。
園芸店などで販売品が見られるが、すべて野生採集個体であり、消費的に栽培されていると推定される。

## 保護
開発や園芸目的の採集で個体数は減少傾向にあり、埼玉県・千葉県で絶滅危惧II類、群馬・山梨・奈良・鹿児島の各県で準絶滅危惧種に指定されている。栽培技術、移植技術ともに未確立であるため、現在のところ自生地保護以外に効果的な保護対策はない。

## ギャラリー
- 早春の葉の様子

## 下位分類
- アオサイハイラン Cremastra appendiculata (D.Don) Makino var. variabilis (Blume) I.D.Lund f. viridiflora (Honda) Honda　–花が緑色

## 近縁種
- トケンラン Cremastra unguiculata (Finet) Finet　–絶滅危惧II類(VU)。
- モイワラン Cremastra aphylla Yukawa　–絶滅危惧IA類(CR)。シノニム Cremastra appendiculata (D.Don) Makino var. miyabei T.Inoue